# Kraina Grzybów TV
«Kraina Grzybów TV» (рус. «Страна Грибов ТВ») — польская художественная вселенная, созданная Виктором Стрибогом и опубликованная на одноименном YouTube-канале. Основой «Страны Грибов» является сюрреалистический психологический веб-сериал ужасов под названием «Poradnik Uśmiechu» (рус. «Учебник Улыбок»). Благодаря субтитрам на нескольких языках, включая английский, немецкий, чешский, русский и итальянский, он стал популярным во многих странах.

## Сюжет
«Учебник Улыбок» — это сериал без конкретного сюжета. Сюжет строится на теме грибов и неопределенной, одноименной земли, в которой находится главная героиня - девочка-подросток по имени Агатка (или просто Агата). Она - ведущая воображаемой образовательной передачи «Учебник Улыбок» на вымышленном канале «Страна Грибов ТВ». Ее друг - анимированная белка по имени Маргоша (польск. Małgosia), альтер-эго которой - Teufel (нем. Дьявол).
Программу прерывают высказывания матери Агатки, которая остается анонимной для зрителя. Она рассказывает историю своей дочери и поясняет, что не может с ней связаться из-за неясного для зрителя факта из прошлого. Другие эпизодические персонажи — девушки Каролина (польск. Karolina), Юстинка (польск. Justynka) и Хатшепсут (польск. Hatshepsut) из города Бытом, а также взрослый мужчина по прозвищу «Джинсовый человек» (польск. Dżinsowy Człowiek). Зритель узнает о сюжете при помощи пяти полноценных эпизодов, а также коротких видео, размещенных на канале.

## Особенности
Сериал «Poradnik Uśmiechu» - пример призрачного аналогового хоррора, стилизованного под VHS-кассеты 80-х и 90-х годов, но при этом являвшегося видеокрипипастой. Первая серия была опубликована на YouTube 23 декабря 2013 года. Вплоть до выпуска финальных титров 9 апреля 2017 года, создатели и актеры не были известны. На протяжении всего сериала актеры не раскрывали свою личность.
Язык персонажей и проекта в социальных сетях не имеет смысла и отличается хаотичностью, а визуальный ряд - психоделичный и тревожный. Эпизоды прерываются отрывками из американских и советских учебных видеоматериалов 50-х, 60-х и 70-х годов, в которых затрагиваются темы ядерной физики, образа жизни, кулинарии и медицины.
За три с половиной года существования проекта было выпущено пять эпизодов, причем третий эпизод был заменен музыкальным клипом в виде другой программы «Grzybowe Melodie» (рус. Грибные мелодии), где персонаж Каролины поет песню под названием «Ballada w rytmie dżins» (рус. «Баллада в ритме джинс»). Песню исполнял автор программы, голос которого был сильно искажен.
Создатель опубликовал несколько страниц книги «W Krainie Grzybów» (рус. «В стране грибов») вымышленного автора Софьи Копытлянки (польск. Zofia Kopytlanka), цитируемой во втором и четвертом эпизодах «Poradnik Uśmiechu». Целиком работа никогда не публиковалась.

### Smile Guide: The Apple Escape
Вселенная включает в себя бесплатную компьютерную игру на английском языке — Smile Guide: The Apple Escape, опубликованную на платформе itch.io 24 августа 2016 года, главная героиня которой — Агатка. Игра придерживается специфическому призрачному стилю сериала. В игре игрок должен собрать 25 яблок и принести их на Станцию Пророчеств Агаты.

### Рекламный ролик "Szczęście nóg nie liczy"
В 2014 году, во время работы над проектом, Виктор Стрибог создал рекламу для польского бренда одежды «Pan tu nie stał» (рус. «Господь не стоял на месте»). Несмотря на отсутствие связи с «Учебником Улыбок», реклама «Szczęście nóg nie liczy» (рус. «Удача ног не в счет») выполнена в том же стиле. В конце рекламы указано, что она принадлежит вымышленной телестудии Kraina Grzybów TV в Варшаве.

## Концепция
Причиной создания серии стала любовь Виктора Стрибога к «работам, которые тревожат, искажают реальность, играют с ожиданиями зрителя и разрушают их». Это стало результатом его исследовательских интересов (мемы и вирусные видео) и его художественных изысканий.
Концепция «Страны» была разработана в самом начале работы над проектом, и ее основные положения не менялись на протяжении всего проекта, даже несмотря на то, что каждый эпизод Учебника записывался в разных местах.
Виктор Стрибог руководствовался несколькими правилами, в том числе стремился вызвать ностальгические чувства и привлечь внимание посредством прерывистых последовательностей, чтобы его работа стала вирусом сознания. В процессе создания он использовал свой опыт аспиранта и кандидата наук в области культурологии. Он предполагал, что его работу заметят в Польше, но был крайне удивлен, когда «Страна» стала известной за её пределами.
С 23 декабря 2013 года по 9 апреля 2017 года ни создатель, ни цель сериала не были известны. Только в апреле 2017 года зрители узнали, кто создал сериал и кто в нём снимался. Однако, несмотря на это, смысл сюжета и цель остаются по-прежнему неясными.

## Музыка
Музыка, написанная Виктором Стрибогом, относится к жанрам призракологии и vaporwave. Стрибог, в частности, вдохновлялся King Crimson, Брайаном Ино и Kraftwerk. В основном используясь в качестве саундтрека к телешоу «Учебник Улыбок», песни вошли в альбом «Poradnik Uśmiechu OST», который был выпущен 19 января 2019 года на площадках YouTube, Spotify и Bandcamp. 7 июня того же года в «Pan Tu Nie Stał» появился ограниченный тираж виниловых пластинок с альбомом в количестве 200 штук. В альбомной версии есть небольшие отличия от музыки в телешоу.

### Треки
1. "Czas Pracy" (рус. "Время работать") - 4:48
2. "Zmartwienia" (рус. "Опасения") - 5:21
3. "Na Złej Drodze" (рус. "На кривой дорожке") - 5:03
4. "Ballada w Rytmie Dżins" (рус. "Баллада в ритме джинс") - 3:27
5. "Nowe Przebudzenie" (рус. "Новое пробуждение") - 7:00
6. "Spóźniona Poczta" (рус. "Запоздалая почта") - 4:32
7. "To Tylko Taka Gra" (рус. "Это всего лишь игра") - 4:20
8. "Czas Pożegnań" (рус. "Время прощаться") - 2:01
9. "Konfrontacja" (рус. "Конфронтация") - 4:03
10. "Słoneczna Ziemia" (рус. "Солнечная земля") - 4:12
11. "Zimna Noc" (рус. "Зимняя ночь") - 1:42
12. "Przychodnia" (рус. "Клиника") - 1:58

## Прием

### Популярность и сообщества
Непостижимость посыла, его стилистика и характерная музыка вызвали бурный рост популярности проекта и помогли ему собрать многомиллионную аудиторию, а также фэндом, который формировался в группах на Facebook и VK. Появились аккаунты, создатели которых ложно утверждали, что являются создателями Учебника Улыбок.
Стрибог позитивно относится к фанатам «Страны Грибов». В апреле 2017 года он организовал вопрос-ответ на форуме Reddit, а в феврале 2019 года создал фан-группу на Facebook под названием «Wiktor Stribog & The People».

### Фанатские продолжения
Многие любители, вдохновленные стилем Виктора Стрибога, начали создавать свои собственные версии и ремейки «Страны Грибов», в основном размещая их на YouTube. Самыми популярными фанатскими каналами являются «Kraina Grzybów II TV», «Smith» и, не связанный со вселенной «Страны Грибов», «Magiczny Świat Ani», на который сильно повлиял сериал Стрибога. Сериал также вдохновил многочисленных художников фан-арта.

### Предположения
Учебник Улыбок породил множество предположений и каналов, которых их продвигают. Одним из них был KrainaX, где была озвучены теория о том, что «Страна Грибов» пропитана темой ядерной войны, а также версия о том, что Агатка в детстве подверглась изнасилованию. Подозрительная точность некоторых из версий послужила толчком к появлению теорий о связи автора канала с создателями оригинального сериала, которую Стрибог опроверг. Автор отказался объяснять смысл своей работы, и не признал ни одну из теорий верной.

### Лекции, выставки, СМИ
Первой официальной встречей, на которой была затронута тема Страны Грибов, стала «Co Kraina Grzybów?» (рус. «Что за страна грибов?»), состоявшаяся в мае 2017 года в Музее современного искусства в Варшаве. Были показаны эпизоды «Учебника Улыбок», после чего состоялась дискуссия между Виктором Стрибогом и доктором Магдаленой Каминьска.
В мае 2018 года Виктор Стрибог принял участие в фестивале Culminations, организовав встречу со зрителями «Страны», ведущей которой выступила доктор Каминьска.
Летом 2018 года в Центре современного искусства «Кроника» в Бытоме прошла выставка работ Стрибога под названием «Sny o byciu zjedzonym» (рус. "Мечты быть съеденным"). Одним из главных элементов экспозиции был «Poradnik Uśmiechu». На выставке была представлена фигурка Агатки и экраны, на которых проигрывались все эпизоды Учебника.
В том же году состоялась еще одна встреча с Виктором Стрибогом в Музее современного искусства в Варшаве в рамках Biuro Tekstów Jawnych. Поклонники могли найти его в июле на MeetYT в EXPO Kraków, месяцем позже на кинофестивале Octopus, а в октябре на Festiwal Fantastyki Falkon.
Kraina Grzybów и ее создатель стали темой выпуска культурного тележурнала «Antyfonie» на тематическом канале TVP Kultura. Эпизод вышел в эфир 11 марта 2019 года.

## Актерский состав
Актеров не отбирали путем кастинга - ими стали близкие друзья Виктора Стрибога. В сериале они скрывали глаза и искажали голоса, поскольку создатель хотел защитить их от непредсказуемой реакции со стороны аудитории. Несмотря на это, личности актрисы, сыгравшей Агатку, и самого Виктора Стрибога были раскрыты ещё до их официального оглашения.
| Актер                   | Персонаж                              | Серия |
| Диана Климович          | Агатка                                | 1 - 6 |
| Анна Грудневска (голос) | Марго (Teufel)                        | 1 - 6 |
| Виктор Стрибог          | Мама Агатки (голос)                   | 1 - 6 |
| Лукаш Бабула            | Dżinsowy Człowiek (Джинсовый человек) | 4, 6  |
| Магда Ладунюк           | Каролина                              | 4, 6  |
| Агнешка Пентка          | Хатшепсут из Бытома                   | 5     |
| Диана Фикт              | Юстинка                               | 6     |

## Эпизоды
| Номер эпизода | Название серии (на польском и русском языках)      | Выпущено            |
| 1             | Jak skutecznie jabłko (рус. Как правильно яблоко)  | 23 декабря 2013 г.  |
| 2             | Jak zrobić z papieru (рус. Как сделать из бумаги)  | 23 февраля 2014 г.  |
| 3             | не выпущено                                        | нет                 |
| 4             | Jak swoje włosy (рус. Как свои волосы)             | 18 сентября 2014 г. |
| 5             | Jak poprawnie telefon (рус. Как правильно телефон) | 10 августа 2015 г.  |
| 6             | Jak swoje dziecko (рус. Как своего ребенка)        | 1 апреля 2017 г.    |